# Maltotriose
Maltotriose ist eine chemische Verbindung aus der Gruppe der Trisaccharide. Er besteht aus drei Glucose-Molekülen, die mit einer α-1,4-Glycosidbindung verkettet sind.

## Gewinnung und Darstellung
Maltotriose kann aus nativer Stärke (z. B. Maisstärke) durch Amylolyse gewonnen werden. Der entstehende Maissirup, der unter anderem Maltotriose enthält, kann durch chromatographische Aufarbeitung getrennt werden. Die Verbindung kann auch durch Isolierung von Pullulan (lineare fic-1,6 verknüpfte Polymaltotriose) aus Pullularia pullulans und anschließende enzymatische Hydrolyse mit Pullulanase aus Aerobacteraerogenes gewonnen werden. Erstere Reaktion findet auch bei der Stärkeverdauung durch α-Amylase im Speichel und der Pankreas statt.

## Eigenschaften
Maltotriose ist ein weißer, kristalliner Feststoff, der löslich in Wasser ist. In wässriger Lösung liegt Maltotriose zu 57 % als 4-O-α-D-Glucopyranosyl-(1→4)-O-α-D-glucopyranosy1-(1→4)-β-D-glucopyranose vor.